# George C. Baker
George C. Baker (* 9. Juni 1951 in Dallas, Texas) ist ein US-amerikanischer Organist, Komponist, Musikpädagoge und Dermatologe.

## Leben
Baker erhielt als Vierjähriger Klavierunterricht. Mit zehn Jahren begann er seinen Orgelunterricht bei Philip Eldridge Baker, Organist an der Highland Park Methodist Church in Dallas. Es schloss sich ein Orgelstudium bei Robert T. Anderson an der Southern Methodist University in Dallas an, das er 1973 mit einem Bachelor of Music beendete. 1969 gewann er den Regional Competition, ein Jahr später den National Organ Competition der American Guild of Organists in Fort Wayne, als jüngster Preisträger in der Geschichte dieses Orgelwettbewerbs.
Es schlossen sich Orgelstudien in Frankreich bei Marie-Claire Alain, André Marchal, Pierre Cochereau und Jean Langlais an. 1974 gewann er den Grand Prix de Chartres in Interpretation und erhielt 1975 das Diplôme de Virtuosité an der Schola Cantorum in Paris. Sein Studium an der University of Miami schloss er 1977 mit einem Master of Music ab und promovierte 1979 an der University of Michigan zum Doctor of Musical Arts. Zusätzlich unterrichtete er an der Catholic University of America in Washington, D.C. 1979 war er erster Preisträger beim Internationalen Improvisationswettbewerb in Orgel in Lyon, Frankreich. Seine Einspielungen umfassen das gesamte Orgelwerk von Johann Sebastian Bach (die erste eines amerikanischen Organisten), Louis Vierne (gemeinsam mit Pierre Cochereau) sowie die Weltersteinspielung des gesamten Orgelwerkes von Darius Milhaud, die mit zwei Grand Prix du Disque ausgezeichnet wurde.
Neben seiner musikalischen Laufbahn studierte Baker bis 1987 Medizin an der University of Texas Southwestern Medical School in Dallas und arbeitete von 1991 bis zu seiner Emeritierung 2021 als Dermatologe in Dallas. Nach einem zweijährigen Studium an der SMU Cox School of Business in Dallas erhielt er 1998 einen Master of Business Administration. Während dieser Zeit arbeitete er als Adjunct Professor für künstlerisches Orgelspiel und Improvisation an der Southern Methodist University und zusätzlich als Dermatologe am SMU Health Center.
Baker ist ein international gefragter Konzertorganist und Wettbewerbs-Juror. Bis 2021 war er Lecturer für Orgelimprovisation an der Rice University in Houston und wurde im November 2021 zum Adjunct Associate Professor für Orgel an der SMU Meadows School of the Arts in Dallas ernannt.

## Kompositionen

### Orgel solo
- The Wild Ouest Toccata (1969 komponiert/2025 revidiert. Dallas: Baroque Notes, 2025)
- Berceuse-Paraphrase (1992 komponiert. Chicago, IL: H. T. Fitzsimmons Company, 1993)
- Divertissement (Chicago, IL: H. T. Fitzsimmons Company, 1996)
- At the River (Tarzana, CA: Fred Bock, 2000)
- Tuba Tune Ragtime (2003 komponiert. Tarzana, CA: Gentry Publications, 2004)
- Ricercare on „Nun komm, der Heiden Heiland“ (2004 komponiert. Dallas: Baroque Notes, 2020)
- Toccata-Gigue on the Sussex Carol (2008 komponiert/2019 revidiert. Dallas: Baroque Notes)
- Variations on „Rouen“ (2010 komponiert. Dallas: Baroque Notes, 2011)
- Tiento Grégorien (2010 komponiert. Dallas: Baroque Notes, 2011)
- Lamento (2013 komponiert. Dallas: Baroque Notes, 2013)
- Prelude on „The Lone, Wild Bird“ (2015 komponiert. Dallas: Baroque Notes, 2017)
- Procession Royale (2016 komponiert. Dallas: Baroque Notes, 2017)
- Danse Diabolique (2016 komponiert. Dallas: Baroque Notes, 2017)
- Deux Evocations (2017 komponiert. Dallas: Baroque Notes, 2017):
  - Evocation 1: June 2, 1937 (Ad Memoriam Louis Vierne)
  - Evocation 2: April 22, 1984 (Ad Memoriam Pierre Cochereau)
- Prelude on „If Thou But Suffer God to Guide Thee“ (Dallas: Baroque Notes, 2018)
- L'Envoi (Dallas: Baroque Notes, 2018)
- Prière Grégorienne (2018 komponiert. Dallas: Baroque Notes, 2018)
- Berceuse sur le nom de Swann (2019 komponiert. Dallas: Baroque Notes, 2019)
- Prelude on Salve Regina (2020 komponiert. Dallas: Baroque Notes, 2020)
- Deux Miniatures (2020 komponiert. Dallas: Baroque Notes, 2020):
  - I. Ave Maris Stella
  - II. Salve Regina
- Recessional on „Hyfrydol“ (2021 komponiert. Dallas: Baroque Notes, 2022)[5]
- Diptyque: Mors et Resurrectio (2022 komponiert. Dallas: Baroque Notes, 2022)
- Le Tombeau de Jean Langlais (2022 komponiert. Dallas: Baroque Notes, 2022)
- Tuba Tune Royale (2022 komponiert. Dallas: Baroque Notes, 2022)
- Paraphrase sur le TE DEUM (2022 komponiert. Dallas: Baroque Notes, 2022)
- Petit Choral – Dorian mode (2022 komponiert. Dallas: Baroque Notes, 2022)[6]
- Pièce Modale 1 – Dorian mode (2022 komponiert. Dallas: Baroque Notes, 2022)[7]
- Pièce Modale 2 – Phrygian mode (2022 komponiert. Dallas: Baroque Notes, 2022)[8]
- Pièce Modale 3 sur „Ave Maris Stella“ – Lydian mode (2022 komponiert. Dallas: Baroque Notes, 2022)[9]
- Pièce Modale 4 – Mixolydian mode (2022 komponiert. Dallas: Baroque Notes, 2022)[10]
- Chorale and Variations on „Vom Himmel hoch, da komm' ich her“ (2022 komponiert. Dallas: Baroque Notes, 2022)[11]
- French Classical Suite (2022 komponiert. Dallas: Baroque Notes, 2022)[12]
  - Grand Plein Jeu
  - Petite Fugue sur la Trompette
  - Duo
  - Basse et Dessus de Trompette
  - Flûtes
  - Récit de Nazard
  - Dialogue dur les Grands Jeux
- A Texas Pastorale (2022 komponiert. Dallas: Baroque Notes, 2022)[13]
- Meditation on „Ave Maris Stella“ (2022 komponiert. Dallas: Baroque Notes, 2022)[14]
- A Short Lamento (2022 komponiert. Dallas: Baroque Notes, 2022)[15]
- Prélude on „St. Anne“ (2022 komponiert. Dallas: Baroque Notes, 2022)[16]
- Prelude on the Sanctus of Mass VIII (2023 komponiert. Dallas: Baroque Notes, 2023)
- Chant d'Espoir (2023 komponiert. Dallas: Baroque Notes, 2023)
- Etoile dans le noir (2025 komponiert. Dallas: Baroque Notes, 2025)

### Orgel mit anderen Instrumenten
- Rumba für Orgel und vier Perkussionisten (2015 komponiert. Dallas: Baroque Notes, 2017)
- Joie für Orgel, Pauken und Bläserquintett (2020 komponiert. Dallas: Baroque Notes, 2021)

### Chor
- Noels für SATB mit Begleitung (Tarzana: Gentry Publications, 2000)
- Nun komm, der Heiden Heiland für Chor und Orgel (2004 komponiert, unveröffentlicht)
- Our Father für SATB Chor (2005 komponiert, unveröffentlicht)

## Diskografie
- Johann Sebastian Bach: Sämtliche Orgelwerke. Aufgenommen zwischen 1976 und 1979 in Thionville, Notre-Dame-des-Blancs-Manteaux und Saint-Louis in Paris. Sigean: Solstice Music.
- Johann Sebastian Bach: 5 Orgelkonzerte. Konzerte BWV 592-596. Aufgenommen an der Alfred Kern-Orgel von Notre-Dame-des-Blancs-Manteaux in Paris. Sigean: Solstice Music FYCD 080. 1 CD.
- Pierre du Mage: Livre d'Orgue & Louis-Nicolas Clérambault: 2 Suites. Aufgenommen 1976 in Houdan. Sigean: Solstice Music, 1976. 1 LP.
- Marcel Dupré: Orgelwerke Vol. 13. Vision op. 44, Zephyrs, Deuxième Symphonie op. 26, Six Antiennes pour le Temps de Noël op. 48, Chorales op. 28 (Nr. 21–23, 36–41 & 66). Aufgenommen 2001 in der Perkins Chapel, SMU, Dallas. Naxos 8.554542. 1 CD.
- Paul Hindemith: 3 Sonaten & Max Reger: Orgelwerke. Aufgenommen 1975 in Saint-Sernin, Toulouse. Sigean: Solstice Music, 1975. 1 LP.
- Darius Milhaud: Sämtliche Orgelwerke. Aufgenommen 1974 in der Kathedrale von Chartres. Sigean: Solstice Music FYCD 916. 1 CD.
- Louis Vierne: 24 Pièces de Fantaisie. Aufgenommen 1993 in Saint-Ouen, Rouen. Sigean: Solstice Music FYCD 817/8. 2 CDs.
- Louis Vierne: 24 Pièces en style libre op. 31, Messe basse op. 30, Messe basse pour les défunts op. 62, Prélude funèbre op. 4. Aufgenommen 1990 und 1993 in Saint-Ouen, Rouen. Sigean: Solstice Music FYCD 815/6. 2 CDs.
- Louis Vierne: Orgelwerke. Messe solennelle op. 16, Verset fugué sur „In exitu Israel“ (1894), Allegretto op. 1,  Communion op. 8, Triptyque op. 58, Prélude fis-Moll (1914), Trois Improvisations, Marche triomphale op. 46. Aufgenommen 1993 in Saint-Ouen, Rouen. Sigean: Solstice Music FYCD 815/6. 2 CDs.
- Organ Works of American Composers. Aufgenommen 1976 in Saint-Sernin, Toulouse. Sigean: Solstice Music, 1976. 1 LP.
- Charles-Marie Widor: Symphonie Gothique & Louis Vierne: 24 Pièces en style libre op. 31. Aufgenommen 1990 in Saint-Ouen, Rouen. Sigean: Solstice Music.
- Riches to Rags:  Works of Bach and Joplin. Baroque Notes, 1997. 1 CD.
- Jean Langlais: un centenaire/a centenary. Aufgenommen 2007 in Saint-Sernin, Toulouse. Sigean: Solstice Music, 2007. 1 CD.
- Olivier Messiaen: La Nativité du Seigneur. Baroque Notes, 2008. 1 CD.
- Hommage à Cochereau (gemeinsam mit David Briggs, Thierry Escaich und Loïc Mallié). Aufgenommen 2008 in Saint-Sulpice, Paris (George Baker: Ricercar on „Nun komm, der Heiden Heiland“, Berceuse Paraphrase, Toccata-Gigue on the Sussex Carol). Sigean: Solstice Music, 2009. 1 CD.

## Bibliographie
- Baker, George. „An Interview with Maurice Duruflé.“ The American Organist Jg. 14, Nr. 11 (November 1980).
- Baker, George. Organ Improvisation: A Workbook of Ideas and Exercises Leading to New Musical Creations (eBook). Dallas: Baroque Notes, 2022.
- Baker, George. Exercises for Organ Improvisations: Lydian Mode Modulations (eBook). Dallas: Baroque Notes, 2023.
- Blanc, Frédéric (Hg.) „An interview with Maurice Duruflé by George Baker.“ In Maurice Duruflé: Souvenirs et autres écrits. Paris: Séguier, 2005, S. 203–228.
- Pâris, Alain (Hg.). „George Baker“. In Dictionnaire des interprètes et de l'interprétation musicale au XXe siècle. Paris: Laffont, 1985, S. 178.
- Pâris, Alain (Hg.). „George Baker“. In Lexikon der Interpreten klassischer Musik im 20. Jahrhundert. Kassel: Bärenreiter, 1992, S. 38–39.
- Warnier, Vincent. „George C. Baker (né en 1951).“ In: Renaud Machart und Vincent Warnier (Hrsg.): Les grands organistes du XXe siècle. Paris: Buchet-Chastel, 2018, S. 303–309.